# Udea incertalis
Udea incertalis is een vlinder uit de familie van de grasmotten (Crambidae). De wetenschappelijke naam van deze soort is voor het eerst voorgesteld als Pionea incertalis door Aristide Caradja in een publicatie uit 1937.
De soort komt voor in China.